# Birdy
Jasmine Lucilla Elizabeth Jennifer van den Bogaerde (Lymington, Inglaterra, 15 de mayo de 1996), más conocida por su nombre artístico Birdy, es una cantante y compositora británica. Birdy ganó el concurso de talentos musicales Open Mic UK en 2008 con 12 años. Debutó con una versión de la canción Skinny Love, de Bon Iver, que representó su inicio en el mundo de la música. Dicha versión triunfó en Europa y recibió seis veces el disco de platino en Australia. Su álbum debut, titulado Birdy, fue publicado el 7 de noviembre de 2011 y tuvo un éxito similar, ya que llegó al número 1 en Australia, Bélgica y Países Bajos. Su segundo álbum de estudio, titulado Fire Within fue lanzado el 23 de septiembre de 2013 en Reino Unido y otros países. Beautiful Lies, su tercer álbum de estudio, fue lanzado el 26 de marzo de 2016.

## Infancia
Nació el 15 de mayo de 1996 en Londres (Inglaterra, Reino Unido). Su padre es el escritor Rupert Oliver Benjamin van den Bogaerde. Su madre es la pianista Sophie Patricia Roper-Curzon. De su matrimonio, celebrado en 1995, nacieron también Jake (1997) y Caitlin (1999). Además, su padre tiene dos hijos de un matrimonio anterior, Moses y Sam. Su abuelo es el capitán John Christopher Ingram Roper-Curzon, vigésimo barón Teynham y miembro de la nobleza inglesa. Así pues, Birdy creció en la hacienda familiar, cerca de Lymington. Su tío abuelo era el actor Sir Dirk Bogarde. Tiene ascendencia inglesa, escocesa, belga (de Flandes) y neerlandesa.
Aprendió a tocar el piano a los siete años. A los ocho empezó a escribir sus propias canciones. A fecha de 2013, estudiaba en el Brockenhurst College, un instituto sixth form en el que estudia la fase educativa que equivale al Bachillerato español. 
Su nombre artístico proviene del apodo que sus padres le dieron cuando era un bebé. Al comer abría y cerraba la boca como un pajarito, de manera que tanto su familia como sus amigos la llaman Birdy.

## Carrera musical

### 2008–2010: Inicios en elOpen Mic UK
En 2008, con 12 años, ganó el concurso de talentos musicales británico Open Mic UK, un spin-off de la competición musical Live and Unsigned. Ganó tanto en la categoría de menores de dieciocho años como el Gran Premio frente a otros diez mil competidores. Además, interpretó So be free, una canción propia, en el festival frente a un público de dos mil espectadores.
Birdy habló en una entrevista de la BBC Radio 1 sobre su experiencia en Open Mic UK, que describió como "una experiencia muy cool". Explicó también que su paso por el concurso le mostró ya a temprana edad a qué quería dedicarse de verdad.
Asimismo describió sus recuerdos y reflexiones de esa experiencia en una entrevista de The Daily Telegraph en septiembre de 2012. Con respecto a su deseo de participar en ese concurso Birdy explicó que fue "la emoción en verdad" la que la llevó a participar. También añadió: "Cuando actué tuve una conexión con el público que no había sentido antes. Y me encantó. Fue mi primer hecho importante y mirar a la multitud resultó simplemente increíble".
En respuesta a si ella pensaba que podría iniciar una carrera fuera de la música después de ganar en Open Mic UK dijo: "Era simplemente algo que me encantaba hacer. Nunca pensé que de verdad podría hacerlo, simplemente era mi sueño. No fue hasta después [del concurso] cuando pensé que era lo suficientemente buena para hacerlo. Antes simplemente lo hacía para mi familia. Pero ganar me dio una inyección de confianza".
En 2009 actuó en directo en Londres para el programa Pianothon de la emisora BBC Radio 3.

### 2011–2013: Primeros sencillos,Birdyy reconocimiento
En enero de 2011, cuando tenía 14 años, lanzó una versión de la canción Skinny Love, de Bon Iver. Se convirtió en su primer éxito en la UK Singles Chart, llegando a alcanzar el puesto 17. Fearne Cotton, DJ de UK Radio, declaró el sencillo grabación de la semana. Por ello, una vez que tuvo lugar su lanzamiento en marzo de 2011, se produjo su inclusión en la lista B de reproducción de la BBC Radio 1. La directora del videoclip oficial de la canción fue Sophie Muller. Además, la canción apareció en un episodio de la serie The Vampire Diaries titulado El Sol también se levanta (The Sun Also Rises en inglés), emitido el 5 de mayo de 2011 en Estados Unidos (un año exacto después en España), así como en la serie Being Human. Skinny Love alcanzó el número uno en los Países Bajos. El 20 de marzo de 2012, Birdy interpretó el sencillo durante la emisión del programa Ellen DeGeneres Show.
Desde entonces, Birdy ha realizado numerosas versiones de canciones, entre las que se cuentan The A Team, de Ed Sheeran, y Shelter, de The xx. El 19 de julio de 2011, Birdy actuó en el espacio Live Lounge de la BBC Radio 1. En esta actuación interpretó The A Team y Shelter. Su versión de Shelter fue incluida en el episodio de The Vampire Diaries titulado El fin del romance (The End of the Affair en inglés), que fue emitido el 29 de septiembre de 2011 en Estados Unidos (16 de febrero de 2012 en España).
El lanzamiento de su primer álbum, que incluye una serie de versiones y una canción propia, se produjo el 7 de noviembre de 2011. Birdy alcanzó el número 13 en Reino Unido, el número 40 en Irlanda y el número 1 en Bélgica, Países Bajos y Australia. El 21 de diciembre de 2011 recibió un disco de oro por parte de la emisora neerlandesa 3FM durante el desarrollo de Serious Request, un evento benéfico anual que realiza dicha emisora, debido a que había vendido más de veinticinco mil copias de este álbum. Ella decidió donarlo para que fuese subastado en Internet. Al día siguiente, Studio Brussel, emisora belga que emite en neerlandés, le otorgó en el evento Music For Life, similar al anterior, el mismo galardón por haber superado las quince mil ventas. También donó el disco para una subasta en Internet, por lo que fue vendido por 1980 euros. En agosto de 2012 los sencillos Skinny Love y People Help The People alcanzaron los números 2 y 10, respectivamente, de Australia.
El 7 de agosto de 2012 lanzó su EP Live in London, que incluía ocho canciones. Entre ellas se encuentran su versión de The A Team y el sencillo Just a Game (ver bandas sonoras).
El 29 de agosto de 2012 interpretó la canción Bird Gerhl, de Anthony Hegarty (incluida en I Am a Bird Now, el segundo álbum de la banda Antony and the Johnsons), en la ceremonia de apertura de los Juegos Paralímpicos de Londres 2012.
El 16 de febrero de 2013 actuó en el 63.º Festival de la Canción Italiana de Sanremo (el festival musical italiano más famoso, emitido por la RAI), donde interpretó Skinny Love.

### 2013–2019:Fire Within,Beautiful Liesy receso

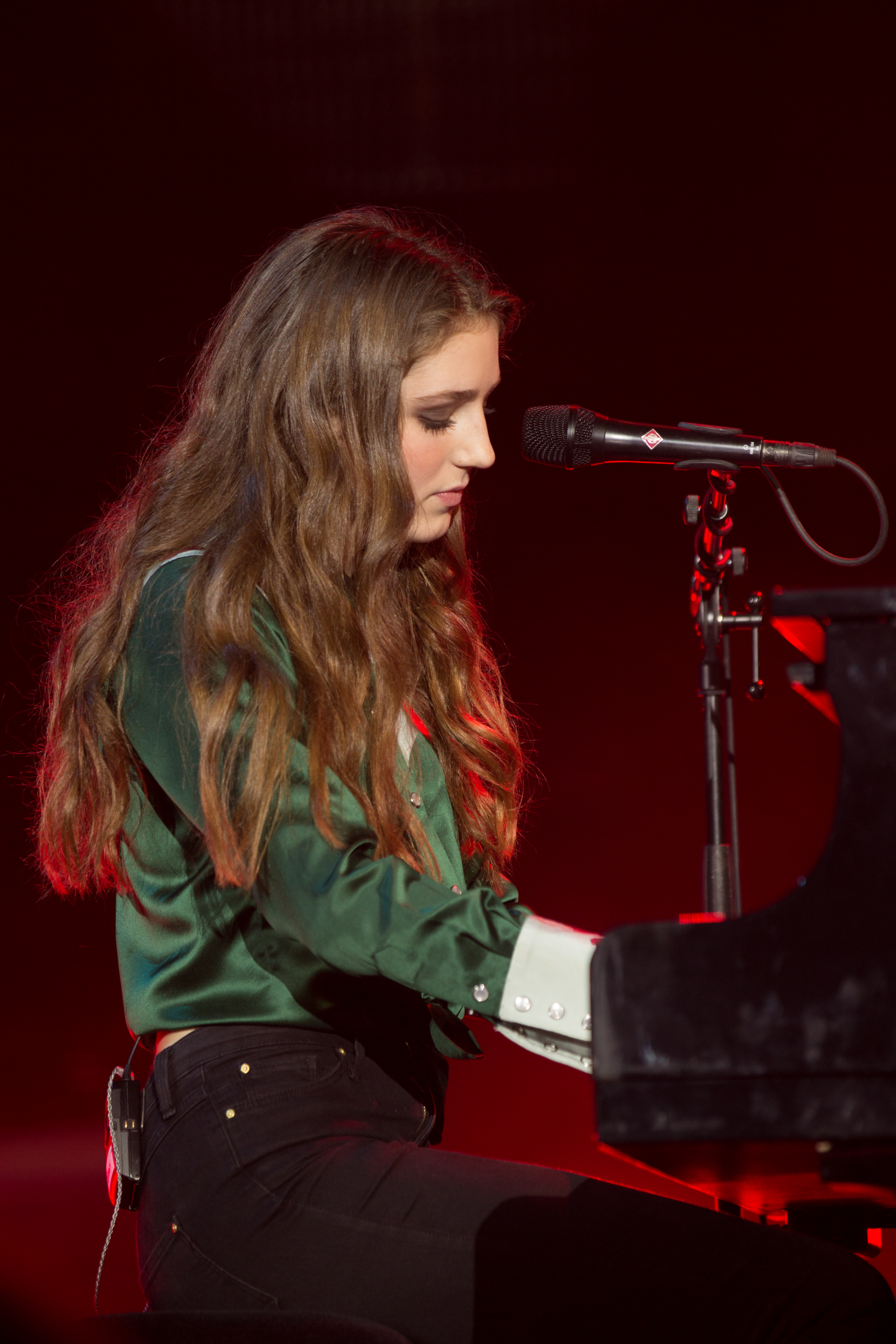
Birdy en el SWR3 New Pop Festival 2013 en Baden-Baden.

Birdy anunció el lanzamiento de su segundo álbum de estudio, titulado Fire Within, a través de un vídeo en YouTube el 10 de julio de 2013. Dicho vídeo incluía escenas de Birdy en el estudio y los avances de dos canciones, Wings y No Angel, ambas incluidas en el álbum. El primer sencillo oficial, Wings, fue publicado el 22 de julio de ese año junto a otra canción, All You Never Say, que fue remitida a los suscriptores de la lista de correo de Birdy. Su publicación en YouTube tuvo lugar el 15 de agosto. La canción Wings fue incluida en el episodio de The Vampire Diaries titulado Home (mismo título en versión original), que fue emitido el 15 de mayo de 2014 en Estados Unidos (29 de mayo de 2014 en España).
El álbum fue lanzado en Reino Unido y en otros países el 23 de septiembre de 2013, cosechando críticas que, en general, fueron positivas. El lanzamiento en Norteamérica fue aplazado hasta el 3 de junio de 2014. Mientras tanto, el 16 de octubre de 2013 fue publicado el EP Breathe.
El 30 de junio de 2015, Wings formó parte de la banda sonora del anuncio Horse Story, que celebraba el 250.º aniversario de Lloyds Bank. La publicación del sencillo se realizó el 11 de septiembre de 2015 mediante descarga digital en Reino Unido.
En agosto de 2015, Birdy colaboró con Rhodes en la composición de la canción Let It All Go. En enero de 2016, Birdy publicó el sencillo Keeping Your Head Up, el primero de su tercer álbum, Beautiful Lies, cuya fecha de lanzamiento fue el 26 de marzo de 2016. El álbum incluye canciones como Words o Wild Horses, ambas con su propio vídeo musical en el canal de la artista. Además, la artista anunció que incluiría una versión en directo de su canción Wings, primer sencillo de su segundo álbum Fire Within.
Birdy participó en la canción I'll Keep Loving You, perteneciente al álbum de David Guetta titulado Listen.
A finales de octubre de 2016 confirma un colaboración con el dúo inglés de drum & bass Sigma titulada 'Find Me'. Este se lanzó el 3 de noviembre junto con su vídeo en Youtube en el cual participa Millie Bobby Brown, la joven actriz de Stranger Things.

### 2020–presente:Young HeartyPortraits
Después de tomarse un descanso de la música, Birdy lanzó un nuevo sencillo, "Open Your Heart" el 4 de septiembre de 2020. Poco después se acompañó con el anuncio de un nuevo EP, "Piano Sketches", que se lanzó el 6 de noviembre de 2020. El EP, estuvo compuesto de cuatro nuevos sencillos con el piano de base musical.
El 22 de enero de 2021, Birdy anunció su nuevo álbum, Young Heart, a través de sus redes sociales. Su cuarto álbum de estudio se publicaría el 30 de abril de 2021 con 16 nuevas canciones. El mismo día, lanzó "Surrender" como el primer sencillo de este nuevo álbum. El 12 de febrero, publicó el segundo sencillo titulado "Loneliness". Cita a Etta James, Joni Mitchell, Nick Drake y Nina Simone como influencias en el sonido del álbum y escribió la mayor parte del proyecto entre Los Ángeles y Nashville.
El 24 de febrero de 2023, Birdy anunció que lanzaría su sencillo principal "Raincatchers" el 3 de marzo, formando parte de su próximo álbum Portraits, que se lanzaría en julio de este mismo año. Sin embargo, en junio, anunció el aplazamiento del lanzamiento al 18 de agosto. El 21 de abril, publicó el segundo sencillo titulado: "Heartbreaker". El 21 de julio, estrenó el tercer sencillo "Paradise Calling", después de presentar "Your Arms", como sencillo promocional en junio.

## Bandas Sonoras
De forma simultánea a su producción discográfica, Birdy ha participado también en la realización de diversas bandas sonoras. En marzo de 2012, formó parte del grupo de artistas que contribuyeron a la banda sonora de Los juegos del hambre. Ella aportó su sencillo Just a Game.
En junio de dicho año, colaboró con Mumford & Sons para la canción Learn Me Right de la banda sonora de Brave, película que estrenó la compañía de animación estadounidense Pixar en 2012 (Indomable en España y Valiente en Hispanoamérica). Su interpretación le supuso su primera nominación a los premios Grammy.
En junio de 2014, Birdy aportó tres canciones a la banda sonora de la película Bajo la misma estrella: Tee Shirt, Best Shot (con Jaymes Young) y Not About Angels. Todas se han publicado con sus correspondientes videoclips.

## Discografía
- Birdy (2011)
- Fire Within (2013)
- Beautiful Lies (2016)
- Young Heart (2021)
- Portraits (2023)

## Premios y nominaciones
Premios 40 Principales
Los Premios 40 Principales son unos premios que la cadena musical de radio Los 40 Principales concede de forma anual a artistas españoles e internacionales.
| Año  | Premio                      | Categoría                                                            | Trabajo     | Resultado |
| ---- | --------------------------- | -------------------------------------------------------------------- | ----------- | --------- |
| 2014 | Premios 40 Principales 2014 | Mejor Álbum (Categoría internacional)                                | Fire Within | Nominada  |
| 2014 | Premios 40 Principales 2014 | Mejor Artista Revelación en 40 Principales (Categoría internacional) | —           | Ganadora  |

Premios Brit
Los Premios Brit son unos premios que concede de forma anual la Industria Fonográfica Británica a artistas británicos e internacionales.
| Año  | Premio           | Categoría         | Trabajo | Resultado |
| ---- | ---------------- | ----------------- | ------- | --------- |
| 2014 | 2014 BRIT Awards | Solista británica | —       | Nominada  |

Premios Canción del Año Bel RTL
El Premios Canción del Año Bel RTL es una distinción que otorga de forma anual la emisora de radio belga Bel RTL.
| Año  | Premio                  | Categoría | Trabajo                | Resultado |
| ---- | ----------------------- | --------- | ---------------------- | --------- |
| 2012 | Canción del Año Bel RTL | —         | People Help The People | Ganadora  |

Premios Chanson de l'année
El Premio Chanson de l'année es una distinción que el canal de televisión francés TF1 otorga de forma anual a artistas de todo el mundo.
| Año  | Premio             | Categoría | Trabajo     | Resultado |
| ---- | ------------------ | --------- | ----------- | --------- |
| 2012 | Chanson de l'année | —         | Skinny Love | Nominada  |

Premios Echo
Los Premios Echo son unos premios que otorga anualmente la Deutsche Phono-Akademie. Se entrega a los artistas con más éxito de ventas. El ganador de cada año queda determinado sobre la base de las ventas del año anterior.
| Año  | Premio       | Categoría             | Trabajo     | Resultado |
| ---- | ------------ | --------------------- | ----------- | --------- |
| 2014 | Premios Echo | Solista internacional | Fire Within | Ganadora  |

Premios Grammy
Los Premios Grammy son unos premios que concede de forma anual la estadounidense Academia Nacional de Artes y Ciencias de la Grabación a artistas de todo el mundo.
| Año  | Premio              | Categoría                               | Trabajo                             | Resultado |
| ---- | ------------------- | --------------------------------------- | ----------------------------------- | --------- |
| 2013 | Premios Grammy 2013 | Mejor canción escrita para medio visual | Learn Me Right (con Mumford & Sons) | Nominada  |

Premios NRJ Music
Los Premios NRJ Music son unos premios que conceden de forma anual la cadena de radio francesa NRJ y el canal de televisión francés TF1 a artistas francófonos e internacionales.
| Año  | Premio                | Categoría                        | Trabajo | Resultado |
| ---- | --------------------- | -------------------------------- | ------- | --------- |
| 2013 | XIV Premios NRJ Music | Revelación internacional del año | Birdy   | Nominada  |